# Vi är många, mer än hälften
Vi är många, mer än hälften. Om den italienska feminismens bidrag till kvinnokampen är en svensk fackbok från 1978 (ISBN 91-518-1198-7) av Si Felicetti och Kjerstin Norén som utgavs av Bokförlaget Prisma.
Boken behandlar den nya kvinnorörelsen i Italien, där denna rörelse redan från början, i motsats till i Sverige, betecknade sig som feministisk (Felicetti hade 1974 behandlat ämnet mer kortfattat i antologin Kvinnor i alla länder...). Den italienska kvinnorörelsen hade att bekämpa ett betydligt hårdare kvinnoförtryck än i Sverige och syftet med boken var att inspirera dem som verkar för kvinnans frigörelse i Sverige. År 1980 utgav Informations forlag en dansk översättning av Toni Liversage och Trille under titeln Vi er mange – vi er flest – de italienske kvindebevægelsers bidrag til klassekampen.